# استان تکیرداغ
تکیرداغ (به ترکی استانبولی: Tekirdağ) نام یکی از ۸۱ استان ترکیه است که مرکز آن هم شهر تکیرداغ است.

## شهرستان‌ها
- ارگنه
- تکیرداغ
- چرکس‌کوی
- چورلو
- سرای
- سلیمان‌پاشا
- شارکوی
- کاپاکلی
- مال‌کارا
- مرادلی
- مرمره ارغلیسی
- هایرابولو